# Río Guayas (Colombie)
Pour le fleuve d'Équateur, voir Río Guayas (Équateur).
Le río Guayas est une rivière de Colombie et un affluent du río Caguán, donc un sous-affluent de l'Amazone.

## Géographie
Le río Guayas prend sa source sur le versant est de la cordillère Orientale, dans la municipalité de Puerto Rico (département de Caquetá). Il coule ensuite vers le sud avant de rejoindre le río Caguán au niveau de la ville de Cartagena del Chairá.